# Павлівка (Присиваська сільська громада)
Павлі́вка — село в Україні, у Присиваській сільській громаді Каховського району Херсонської області. Населення становить 1286 осіб.

## Історія
Станом на 1886 рік в селі мешкало 952 особи, налічувалось 170 дворів, існували школа, лавка.
Під час організованого радянською владою Голодомору 1932—1933 років померло щонайменше 5 жителів села.
24 лютого 2022 року село тимчасово окуповане російськими військами під час російсько-української війни.

## Населення
Згідно з переписом УРСР 1989 року чисельність наявного населення села становила 1249 осіб, з яких 617 чоловіків та 632 жінки.
За переписом населення України 2001 року в селі мешкало 1285 осіб.

### Мова
Розподіл населення за рідною мовою за даними перепису 2001 року:
| Мова       | Відсоток |
| ---------- | -------- |
| українська | 80,87 %  |
| російська  | 2,95 %   |
| вірменська | 0,23 %   |
| молдовська | 0,16 %   |
| інші       | 15,79 %  |

## Парк

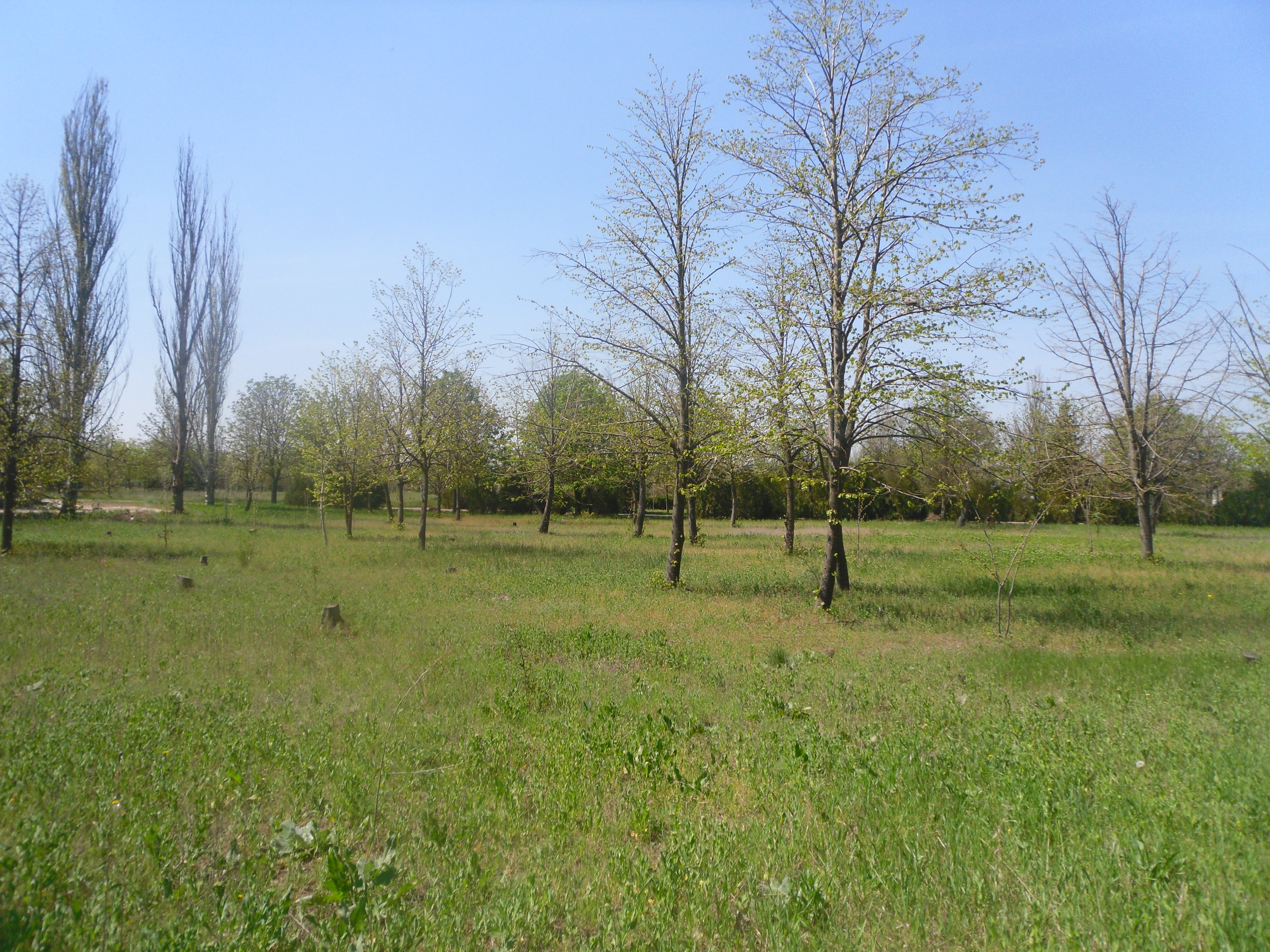
Парк навесні
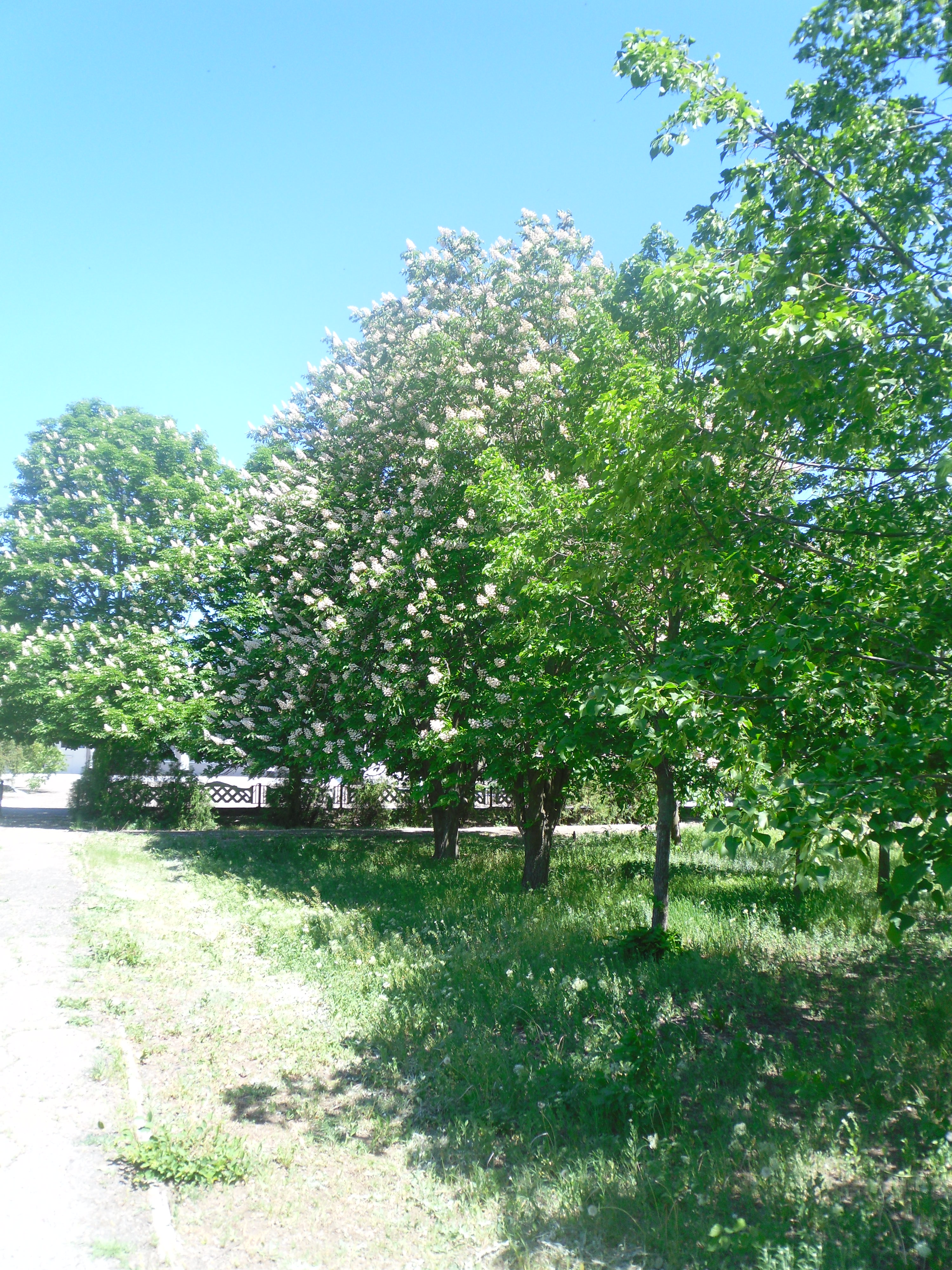